# سانيا برموفيتش
سانيا برموفيتش مواليد 27 نوفمبر 1992 في براني، هي لاعبة كرة يد مونتينيغرية تلعب كظهير أيمن. مثلت منتخب الجبل الأسود لكرة اليد للسيدات.

## سجل المنافسة
شاركت في البطولات التالية:
- بطولة أوروبا لكرة اليد للسيدات 2016

## الإنجازات
- دوري أبطال أوروبا لكرة اليد للسيدات:
  - نصف النهائي: 2010–11

## روابط خارجية
- سانيا برموفيتش على موقع الاتحاد الأوروبي لكرة اليد (الإنجليزية)